# Maximilian Vogel von Falckenstein
Maximilian Eduard August Hannibal Kunz Sigismund Vogel von Fal(c)kenstein (29 tháng 4 năm 1839 – 7 tháng 12 năm 1917) là một Thượng tướng Bộ binh và chính trị gia của Phổ.

## Gia đình
Falckenstein sinh ra tại Berlin, là con trai của chủ đất và Thượng tướng Bộ binh Phổ Eduard Vogel von Falckenstein (1797 – 1885), Toàn quyền các Vùng đất ven biển của Đức tại Hanover, với bà Luise Gärtner (1813 – 1892). Ông đã kết hôn với Marie Freiin von Stoltzenberg (15 tháng 9 năm 1842 tại Koblenz – 2 tháng 10 năm 1915 tại Gut Dolzig) ở Koblenz vào ngày 3 tháng 9 năm 1862.

## Tiểu sử
Falckenstein là chủ của điền trang Gut Dolzig, với diện tích là 1000 hectar. Ông là Thượng tướng Bộ binh, Chỉ huy trưởng (Chef) của Tiểu đoàn Công binh số 19 và trở thành một thành viên của Viện Quý tộc Phổ vào năm 1907
Ông đã nhập ngũ trong quân đội Phổ vào năm 1855, lên quân hàm đại úy trong Bộ Tổng tham mưu vào năm 1871 và trở thành giảng viên tại Học viện Quân sự Phổ vào năm 1881. Ông được phong cấp bậc Thiếu tướng và Tư lệnh của Lữ đoàn Bộ binh Cận vệ số 2 vào năm 1888. Falckenstein lãnh chức Tổng cục trưởng Tổng cục Chiến tranh trong Bộ Chiến tranh vào năm 1889. Năm sau, ông được thăng quân hàm Trung tướng và được ủy nhiệm làm Tư lệnh của Sư đoàn số 5.
Vào năm 1896, Falckenstein được lên quân hàm Thượng tướng Bộ binh, và được bổ nhiệm chức Tướng tư lệnh của Quân đoàn VIII tại Koblenz, đồng thời là chỉ huy trưởng của Quân đoàn Kỹ thuật và Công binh. Ông nghỉ hưu vào năm 1898, và từ trần vào ngày 7 tháng 12 năm 1917 ở Dolzig.

## Phong tặng
- 1884: Thập tự Chỉ huy của Huân chương Vương miện Württemberg,[1]